# Macross (franchise)
Macross (マクロス Makurosu?) är en lång science fiction-serie av typen Mecha anime, skapad 1982 av Shōji Kawamori, Studio Nue. Franchisen baseras på en fiktiv historia om Jorden och mänskligheten efter år 1999. Macross består av tre TV-serier, fyra filmer, sex Original Video Animation, en light novel och fem mangaserier.
I serien används termen Macross som beteckning på rymdstridsskeppet vari en hel stad befolkad av mänskligheten är belägen. Detta tema tog sin början i det ursprungliga Macross-skeppet kallad SDF-1 Macross. På 
"Overtechnology" är en term som avser de vetenskapliga framsteg som upptäcktes på ett utomjordiska rymdskeppet Alien Star Ship - 1 (senare omdöpt till Super Dimension Fortress - 1 Macross) som hade kraschat på ön South Ataria. Med den utomjordiska teknologin var det möjligt för Jorden att konstruera mechas (Variable Fighters), motorer som lät rymdskepp kröka rymden för att nå hastigheter över ljusets (i serien benämnd som FTL Space fold), men även andra högt avancerade teknologier, vilket är ett genomgående tema för hela serien.
Originalserien skrevs om för att utgöra första säsongen av den amerikansk-producerade TV-serien Robotech.
1984 kom den första långfilmen i franchisen, Macross: Långfilmen om Robotech (超時空要塞マクロス 愛・おぼえていますか Chōjikū Yōsai Makurosu: Ai Oboete Imasu ka?).